# Aplysilla
Aplysilla é um gênero de esponja marinha da família Darwinellidae.

## Espécies
- Aplysilla arenosa Hentschel, 1929
- Aplysilla glacialis (Merejkowski, 1877)
- Aplysilla lacunosa Keller, 1889
- Aplysilla lendenfeldi Thiele, 1905
- Aplysilla longispina George & Wilson, 1919
- Aplysilla pallida Lendenfeld, 1889
- Aplysilla polyraphis de Laubenfels, 1930
- Aplysilla rosea (Barrois, 1876)
- Aplysilla sulfurea Schulze, 1878
- Aplysilla vansoesti Alcolado, 1994